# NGC 148
NGC 148 (również PGC 2053) – galaktyka soczewkowata (S0), znajdująca się w gwiazdozbiorze Rzeźbiarza. Odkrył ją John Herschel 27 września 1834 roku.